# Bistrik-Crkvenjak
Bistrik-Crkvenjak – wieś w Bośni i Hercegowinie, w Federacji Bośni i Hercegowiny, w kantonie zenicko-dobojskim, w gminie Kakanj. W 2013 roku liczyła 207 mieszkańców, z czego większość stanowili Boszniacy.